# Campeonato nacional de fútbol femenino de la División I de la NCAA
El Campeonato nacional de fútbol femenino de la División I de la NCAA, también conocido como la Women's College Cup, es la competición post-temporada que disputan cada año los mejores equipos de fútbol femenino de la División I de la NCAA. Es la máxima competición de fútbol universitario en los Estados Unidos de América.

## Historia
El campeonato comenzó a disputarse en 1982 con una fase final de doce equipos entre todos los equipos universitarios de Estados Unidos, sin divisiones. En 1986, con la creación de la División III para universidades que no ofrecen becas deportivas, se convirtió en el Campeonato la División I. 
Actualmente disputan la fase final 64 equipos. 

### Palmarés
| Año  | Campeón                   | Marcador       | Finalista                  |
| ---- | ------------------------- | -------------- | -------------------------- |
| 1982 | North Carolina Tar Heels  | 1-0            | Central Florida Knights    |
| 1983 | North Carolina Tar Heels  | 4-0            | George Mason Patriots      |
| 1984 | North Carolina Tar Heels  | 2-0            | UConn Huskies              |
| 1985 | George Mason Patriots     | 2-0            | North Carolina Tar Heels   |
| 1986 | North Carolina Tar Heels  | 2-0            | Colorado College Tigers    |
| 1987 | North Carolina Tar Heels  | 1-0            | UMass Minutemen            |
| 1988 | North Carolina Tar Heels  | 4-1            | NC State Wolfpack          |
| 1989 | North Carolina Tar Heels  | 2-0            | Colorado College Tigers    |
| 1990 | North Carolina Tar Heels  | 6-0            | UConn Huskies              |
| 1991 | North Carolina Tar Heels  | 3-1            | Wisconsin Badgers          |
| 1992 | North Carolina Tar Heels  | 9-1            | Duke Blue Devils           |
| 1993 | North Carolina Tar Heels  | 6-0            | George Mason Patriots      |
| 1994 | North Carolina Tar Heels  | 5-0            | Notre Dame Fighting Irish  |
| 1995 | Notre Dame Fighting Irish | 1-0 (3 prorr.) | Portland Pilots            |
| 1996 | North Carolina Tar Heels  | 1-0 (2 prorr.) | Notre Dame Fighting Irish  |
| 1997 | North Carolina Tar Heels  | 2-0            | UConn Huskies              |
| 1998 | Florida Gators            | 1-0            | North Carolina Tar Heels   |
| 1999 | North Carolina Tar Heels  | 2-0            | Notre Dame Fighting Irish  |
| 2000 | North Carolina Tar Heels  | 2-1            | UCLA Bruins                |
| 2001 | Santa Clara Broncos       | 1-0            | North Carolina Tar Heels   |
| 2002 | Portland Pilots           | 2-1 (Prorr.)   | Santa Clara Broncos        |
| 2003 | North Carolina Tar Heels  | 6-0            | UConn Huskies              |
| 2004 | Notre Dame Fighting Irish | 1-1 (4-3 pen.) | UCLA Bruins                |
| 2005 | Portland Pilots           | 4-0            | UCLA Bruins                |
| 2006 | North Carolina Tar Heels  | 2-1            | Notre Dame Fighting Irish  |
| 2007 | USC Trojans               | 2-0            | Florida State Seminoles    |
| 2008 | North Carolina Tar Heels  | 2-1            | Notre Dame Fighting Irish  |
| 2009 | North Carolina Tar Heels  | 1-0            | Stanford Cardinal          |
| 2010 | Notre Dame Fighting Irish | 1-0            | Stanford Cardinal          |
| 2011 | Stanford Cardinal         | 1-0            | Duke Blue Devils           |
| 2012 | North Carolina Tar Heels  | 4-1            | Penn State Nittany Lions   |
| 2013 | UCLA Bruins               | 1-0 (Prorr.)   | Florida State Seminoles    |
| 2014 | Florida State Seminoles   | 1-0            | Virginia Cavaliers         |
| 2015 | Penn State Nittany Lions  | 1-0            | Duke Blue Devils           |
| 2016 | USC Trojans               | 3-1            | West Virginia Mountaineers |
| 2017 | Stanford Cardinal         | 3-2            | UCLA Bruins                |
| 2018 | Florida State Seminoles   | 1-0            | North Carolina Tar Heels   |
| 2019 | Stanford Cardinal         | 0–0 (5-4 pen.) | North Carolina Tar Heels   |
| 2020 | Santa Clara Broncos       | 1-1 (4-1 pen.) | Florida State Seminoles    |
| 2021 | Florida State Seminoles   | 0-0 (4-3 pen.) | BYU Cougars                |
| 2022 | UCLA Bruins               | 3-2 (Prorr.)   | North Carolina Tar Heels   |
| 2023 | Florida State Seminoles   | 5-1            | Stanford Cardinal          |
| 2024 | North Carolina Tar Heels  | 1-0            | Wake Forest Demon Deacons  |

## Universidades con más títulos
| Universidad               | Títulos |
| ------------------------- | ------- |
| North Carolina Tar Heels  | 22      |
| Florida State Seminoles   | 4       |
| Notre Dame Fighting Irish | 3       |
| Stanford Cardinal         | 3       |
| Santa Clara Broncos       | 2       |
| Portland Pilots           | 2       |
| USC Trojans               | 2       |
| UCLA Bruins               | 2       |
| Penn State Nittany Lions  | 1       |
| Florida Gators            | 1       |
| George Mason Patriots     | 1       |